# Процеп (филм)
Процеп је први српски научнофантастични филм снимљен 2016. године. Режисер филма је Дејан Зечевић, а сценарије су писали Милан Коњевић и Бари Китинг.

## Кратак садржај
Лиз Вејд (Катарина Час) је агент централне обавештајне агенције у Београду, где добија задатак да се придружи групи српских и америчких агената које су послали да нађу амерички шпијунски сателит који се срушио у Србији. Они треба да извуку информације и открију мистерију зашто је дошло до пада сателита. Када напокон стигну на локацију, откривају да се уместо сателита ту налази нешто што је дошло из свемира. Док им време истиче, агенти се боре са злом које их окружује и да притом схвате шта се догодило у свемиру пре него што наступи апокалипса.

## Улоге
| Глумац             | Улога                 |
| ------------------ | --------------------- |
| Кен Фори           | Џон Смит              |
| Катарина Час       | Лиз Вејд              |
| Монте Маркхам      | Дисарт                |
| Драган Мићановић   | Дарко                 |
| Денис Мурић        | Лазар                 |
| Мирољуб Лешо       | Старац                |
| Соња Вукићевић     | Старица               |
| Мик Гарис          | Мартин                |
| Ратко Турчиновић   | Дилан                 |
| Оливер Бегуин      | туриста из Швајцарске |
| Марија Дакић       | Новинарка             |
| Гред Де Кур        | Медицинска сестра     |
| Џонатан Инглиш     | Британски премијер    |
| Станислава Јевртић | Француска новинарка   |
| Маја Лавел         | Луда девојка          |
| Адам Мартин        | Шпански туриста       |
| Милан Тодоровић    | Обезбеђење            |
| Ивана Васић        | Докторка              |